# Sanne Vaassen
Sanne Vaassen (Heerlen, 30 januari 1991) is een Nederlands beeldend kunstenaar.
Vaassen begon in 2009 aan een studie aan de Academie Beeldende Kunsten Maastricht. In 2013 studeerde zij cum laude af met een Bachelor of Fine Arts. In 2014-2015 studeerde zij aan de Jan van Eyck Academie.
Vaassen woont en werkt in Maastricht.

## Tentoonstellingen (selectie)
- 2013: Wild horses & Trojan dreams, Marres, Maastricht[3]
- 2014: Beating around the bush, Episode 2, Bonnefantenmuseum, Maastricht[4]
- 2016: Young Art Night, Van Abbemuseum, Eindhoven
- 2018: Beating around the bush, Episode 5, Bonnefantenmuseum, Maastricht
- 2018: Traces, Buitenplaats Kasteel Wijlre, Wijlre
- 2019: Holes in Maps, 601 Artspace, New York
- 2020: Game of Goose, SALTS, Basel

## Prijzen
- 2013: Henriëtte Hustinxprijs[5]
- 2016: Parkstad Limburg Prijs, Glaspaleis, Heerlen